# Нерон (приказ)
Приказ «Нерон» (нем. Nerobefehl) — неосуществлённый приказ и план главы нацистской Германии Адольфа Гитлера, по которому «все военные, транспортные, коммуникационные, производственные и продовольственные объекты, а также все ресурсы Рейха, которые враг немедленно или в ближайшем будущем сможет использовать в военных целях, должны быть уничтожены».
Приказ был подписан и выслан Альберту Шпееру 19 марта 1945 года, в ответ на экономический отчёт Шпеера и план примитивных мер по обеспечению благосостояния народа.
План назван в честь знаменитого римского императора Нерона, который якобы поджёг Рим.